# 小行星3567
小行星3567（3567 Alvema）是一颗绕太阳运转的小行星，为主小行星带小行星。该小行星于1930年11月15日发现。

## 轨道参数
小行星3567的轨道半长轴为2.7846499 UA，离心率为0.314。